# Хардин, Джон Уэсли
Джон Уэсли Хардин (англ. John Wesley Hardin) (26 мая 1853, Бонем, Техас, США — 19 августа 1895, Эль-Пасо, Техас, США) — американский преступник, один из знаменитых стрелков на Диком Западе. Хардин известен, как один из самых жестоких стрелков, так как он убивал людей в спину, убивал после объявления перемирия, убивал безоружных и спящих. Всего к моменту ареста он, по его же утверждениям, убил 44 человека.

## Ранняя жизнь
Отец Джона, Джеймс Дж. Хардин, был проповедником методисткой церкви и разъездным священником. Мать, Элизабет, сам Хардин позднее описывал как «белокурую, образованную женщину, посвятившую себя благотворительности». Хардин-старший постоянно разъезжал по Техасу с проповедями до тех пор, пока в 1869 году не остановился в городке Самптер, где стал школьным учителем в школе, которую и посещали Джон и его брат Джо.
Джон Хардин родился в городе Бонэм. Своё имя получил в честь основателя методистской церкви. Он был невысоким и весьма слабым мальчиком и довольно рано начал компенсировать свои недостатки с помощью насилия. В возрасте четырнадцати лет (по другим сведениям, двенадцати), после того, как один из школьников высмеял Джона за то, что тот нарисовал несколько надписей на стенах, посвящённых однокласснице, Джон Хардин выхватил нож и, прежде чем их успели разнять, дважды ранил обидчика.
В возрасте 15 лет Хардин вызвал на драку негра по имени Мэйдж, до гражданской войны бывшего рабом его дяди, и сильно разбил тому лицо. Мэйдж заявил, что «ещё ни один белый не оставался безнаказанным за то, что пролил его кровь». На следующий день Мэйдж подкараулил Джона и напал на него с большой палкой. Как позднее писал сам Хардин в автобиографии, он трижды делал предупредительные выстрелы и только потом выстрелил в Мэйджа. По мнению же историков, Хардин трижды стрелял в грудь нападавшего после единственного предупреждения. Мэйдж скончался через три дня. По законам того времени это была явная самооборона, однако в то время штат находился под контролем янки, а примерно треть полицейских были бывшими рабами, что лишало Хардина всяких шансов на справедливое судебное разбирательство и он был вынужден скрыться.
Властям стало известно, где скрывался Хардин, и на его поимку были отправлены трое солдат, однако его брат Джо успел предупредить Джона. Но вместо того, чтобы скрываться, Хардин решил бороться. Он из дробовика убил всех преследователей и сам был ранен в руку.

## Жизнь в бегах
Хардин начал перемещаться по Техасу как беглец от правосудия. Четыре недели спустя после перестрелки с солдатами он, находясь в городке Товаш, играл в карты с неким Джимом Брэдли и обыгрывал его почти каждую раздачу, что очень злило последнего. Брэдли не выдержал и пообещал, что если Хардин ещё раз выиграет, то он вырвет ему печень. Хардин извинился и ушёл. Позднее в тот же день Брэдли отправился на розыски Хардина, подстерёг его и выстрелил, но промахнулся. Хардин выхватил два своих пистолета и выстрелил: одна пуля попала Брэдли в голову, вторая в грудь. Дюжина свидетелей инцидента оставили свои показания о том, как Хардин использовал необычный способ выхватывать оружие: его кобуры были вшиты ему в жилет. Сам Хардин утверждал, что это был самый быстрый способ стрелять, к тому же он тренировался каждый день.
Ещё спустя месяц в Хорн-Хилл он застрелил мужчину в поединке после ссоры. Спустя ещё неделю в Коссе Хардин провожал домой девушку из салуна. Их попытался ограбить мужчина, Хардин бросил деньги на землю и в тот момент, когда нападавший поднимал их, застрелил его. Джон Хардин нашёл временное убежище у родственников, семьи Клементсов. По их совету он решил заняться скотом. К тому же это могло бы позволить ему выбраться из Техаса, где его активно искали. Вместе с Клементсами Хардин занимался перегоном скота в Канзас. В пути он неоднократно вступал в вооружённые столкновения с мексиканскими пастухами, индейцами и другими перегонщиками скота.

## Арест и побег
9 января 1871 Джон был задержан сотрудниками полиции Уэйко по обвинению в четырёх убийствах и краже лошади (убийство в городе Уэйко, за которое и был арестован Хардин, последний сам никогда не признавал). После того, как ему не удалось убедить судью в своей невиновности, он был доставлен в тюрьму города Маршалл, где и дожидался конвоиров из Уэйко. Находясь в тюрьме, Хардин купил себе пальто и револьвер. В пальто ему и удалось скрыть револьвер от прибывших конвоиров. В ходе поездки на одном из привалов капитан Стоукс отправился кормить лошадей, а второй конвоир Джим Смолли принялся издеваться над заключённым. Он избил 17-летнего Хардина рукояткой от револьвера. Джон Хардин расплакался, в слезах он спрятался за перевозившим его пони, развязал бечёвку, которой был укреплён револьвер. 22 января Хардин убил Смолли и сбежал. Позже он убедил какого-то кузнеца освободить его от кандалов.
Через несколько дней при помощи родственников Хардин устроился главой погонщиков стада, направлявшегося в Канзас. Однако в пути его отряд столкнулся с другим стадом, которое перегоняли мексиканцы. Возникла проблема со скотом, два стада, расположенных рядом, могли за ночь перепутаться. Хардин выехал на встречу с главой погонщиков второго стада. В ходе переговоров вспыхнула ссора, и мексиканец выстрелил, прострелив шляпу Хардина. Последний выхватил револьвер, но обнаружил, что механизм его так износился, что не может больше стрелять, он частично разобрал его и, придерживая барабан одной рукой, щёлкнул курком второй. Пуля попала мексиканцу в бедро. Между погонщиками было объявлено перемирие, однако Хардина это не устроило: вооружившись новым револьвером, он отправился к соперникам и убил обидчика выстрелом в голову. В возникшей перестрелке между отрядами все мексиканцы погибли. Пять из шести убитых были застрелены Хардином.
6 октября 1871 года в округе Гонсалес полицейские Грин Парамор и Джон Лаки пыталась арестовать Хардина, но бандит убил Парамора и ранил Лаки.

## Абилин
В городе Абилин, Канзас, куда пришло стадо, Хардин встретился с другим известным стрелком Дикого Запада — Диким Биллом Хикоком. Последний исполнял обязанности маршала в Абилине. Несколько жителей городка пытались подговорить Хардина застрелить Хикока, на что тот ответил: «Если вы хотите, чтобы Дикий Билл был убит, почему не попробуете сами убить его?»
Несмотря на уже появившуюся известность Хардина, считается, что он весьма уважал Дикого Билла. При первой встрече Дикий Билл велел Хардину сдать оружие, что тот и сделал. Дикий Билл не арестовал Хардина. Позднее Билл утверждал, что не знал о том, что Джона разыскивает полиция. Самому же Хардину Хикок лишь дал совет «избегать неприятностей, пока тот в Абилине». В ходе пребывания в Абилине Хардин и Хикок часто выпивали вместе. Хикок по-отечески относился к молодому стрелку, а Хардин со своей стороны был весьма рад близкому знакомству с таким известным стрелком, как Дикий Билл.
Однако их отношения прервались одним из самых известных убийств Хардина. В отеле, где он остановился, в соседнем номере оказался постоялец, который сильно храпел. Ночью Хардин открыл стрельбу прямо через стенку и застрелил соседа. Опасаясь возмездия, он в одном белье выпрыгнул в окно и по крышам добрался до окраины города, где спрятался в стогу сена. Позднее Хардин пытался исказить эту историю, утверждая, что застрелил вора, пытавшегося обворовать его. Также в автобиографии он писал, что был уверен, что Дикий Билл не станет его арестовывать, даже если найдет безоружным, а непременно убьёт хотя бы для поддержки своей репутации.
На следующий день Джон украл лошадь и отправился обратно в Техас. В автобиографии он утверждал, что милях в тридцати от города он столкнулся с тремя ковбоями, но не стал убивать их, а лишь велел раздеться догола и отправил их в таком виде в Абилин, но официально данный факт не подтверждался.

## Вражда между Саттонами и Тейлорами
После возвращения в Техас Хардин вновь встретился с Клементсами, которые вместе с ещё одной местной семьёй Тэйлоров враждовали с семейством Саттонов на протяжении нескольких лет. В противостоянии часто принимали участие и местные шерифы, выступая на стороне Саттонов.
17 мая 1873 года в Альбукерке Джоном Хардином и Джимом Тэйлором был застрелен местный шериф Джек Хелм, долгое время поддерживавший Саттонов. Хелм пытался ножом убить Тэйлора, но Хардин выстрелил ему в спину из ружья. После того, как шериф оказался на земле, Тэйлор расстрелял его из револьвера. На следующую ночь между семействами было установлено перемирие, которое, однако, не продержалось и года. Два члена семьи Саттонов были застрелены Тэйлорами, причём утверждается, что и Хардин принимал участие в убийстве.

## Дальнейшие странствия
В августе 1872 года, некий Фил Саблет сильно проигрался Джону Хардину в покер и тяжело ранил последнего. После выздоровления Хардин решил остепениться и в сентябре того же года он сдался шерифу округа Чероки шерифу Рейгану, с условием справедливого суда. Однако, узнав количество преступлений, которые ему хотят поставить в вину, Хардин передумал и, распилив решётку, бежал.
17 июня 1873 Джошуа Боуэн, шурин Хардина, бежал из тюрьмы округа Гонзалес с помощью Хардина.
26 мая 1874 в ходе вечеринки в честь 21-летия Хардина в городе Команче Джон Хардин встретил местного помощника шерифа Чарльза Уэбба и спросил, не хочет ли тот арестовать его. После того, как Уэбб сказал, что не собирается делать этого, Хардин пригласил его на вечеринку, однако внутри гостиницы Уэбб достал пистолет. Один из присутствовавших заметил это и крикнул Хардину, и тот успел укрыться. В ходе завязавшейся перестрелки Уэбб был убит.
После этого убийства толпа решила линчевать родственников Хардина. Их укрыли под полицейской охраной, однако толпа ворвалась в тюрьму, где их скрывали, и повесила брата Джона — Джо и ещё семь его двоюродных братьев. Казнены они были с особой жестокостью: верёвки были сознательно сделаны слишком длинными, так что жертвы могли стоять на цыпочках, что удлиняло их мучения. Позднее у погибших была найдена трава между пальцами ног.
Вскоре после этого Джон Хардин и Джим Тэйлор расстались навсегда. Джим Тэйлор был убит в декабре 1875 года, а его двоюродный брат Джим Тэйлор был арестован и осуждён на 10 лет, однако позднее Джим бежал и умер около 1890 года.

## Арест, заключение и дальнейшая жизнь
1 августа 1873 он участвовал в убийстве шерифа округа Де-Уитт Джона Хелмсома, а в мае 1873 — шерифа Моргана (оба убийства произошли в ходе противостояния Саттонов и Тэйлоров).
За голову Хардина была объявлена награда в 4 тысячи долларов. Техасские рейнджеры перехватывали письма, адресованные родственникам Хардина. В одном из писем, адресованном его тестю его шурином (также объявленным в розыск Джошуа Робертом Боуэном) указывалось место, где скрывался Хардин и вымышленное имя, под которым он прятался. 3 августа 1877 года Хардин был арестован в поезде в Пенсаколе (штат Флорида) техасскими рейнджерами и местными властями. Когда Хардин осознал, что происходит, то попытался выхватить револьвер, однако тот запутался в его подтяжках. Возможно, это спасло Джону жизнь, так как один из его сообщников был застрелен рейнджером Джоном Армстронгом. Он же отправил в нокаут самого Хардина и арестовал ещё двух его сообщников.
В Техасе Джона Хардина осудили на 25 лет тюрьмы. Многие были разочарованы приговором, полагая, что Хардин заслужил смертную казнь. Больше всех негодовал другой известный убийца Уильям Лонгли, который убил вдвое меньше людей, но был приговорён к повешению. Лонгли даже писал письмо губернатору, но всё равно был повешен.
В ходе заключения Хардин изучал законы и получил юридическое образование, что позволило ему через 17 лет заключения после освобождения заняться юридической практикой в Эль-Пасо. Его жена дождалась его, но умерла уже на следующий год. В 1895 году он начал писать свою автобиографию, тогда же вторично женился. Несмотря на адвокатскую практику, Хардин часто был пьян и груб, нередко под угрозой насилия требовал обратно проигранные в карты деньги.
В апреле 1895 года в Эль-Пасо Хардин, проигравшись в кости, обвинил соперника в жульничестве и под дулом пистолета забрал обратно проигранные 99 долларов. Спустя две недели он сдался властям, по обвинению в незаконном хранении оружия его оштрафовали на 25 долларов, а пистолет конфисковали.
Одним из первых его клиентов как адвоката стала Бьюла Мроуз, чей муж, Мартин, обвинялся в воровстве скота. Бьюла была очень красивой женщиной, и Хардин снова влюбился. Но у красавицы Бьюлы было несколько грехов, в числе которых любовь к выпивке и страстное желание заполучить деньги Мартина. Вскоре Бьюла и Хардин начали жить вместе, а ее муж погиб от пуль представителей закона (в его гибели обвиняют Хардина, как заказчика убийства). У историков нет сомнений, что Хардин действительно стоял за убийством Мартина Мроуза.
19 августа 1895 года Джон Хардин поссорился с местным полицейским 22-летним Джоном Селманом (младшим), который арестовал и оштрафовал любовницу Хардина, за незаконное хранение оружия. Хардин отсутствовал в городе в это время, после возвращения между мужчинами вспыхнула ссора. Они обменялись весьма нелестными выражениями в адрес друг друга. Предполагают что Хардин ревновал Бьюлу к симпатичному юноше-полицейскому. Вскоре после ссоры Хардин отправился в салун, где принялся играть в кости.
Незадолго до полуночи Джон Селман (старший) отец полицейского, вошёл в салун, увидел Хардина, подошёл к нему со спины и выстрелил ему в голову. Джон Хардин погиб на месте, однако Селман ещё трижды выстрелил в тело, лежащее на полу. Селман был арестован, однако в суде он утверждал, что перед Хардином висело зеркало, тот его видел, и это была самооборона. Несмотря на очевидную нелепость такого утверждения, Селмана-старшего оправдали (он был полицейским констеблем и люди были рады избавлению от Хардина). 
Во время обыска в квартире, которую арендовал Хардин, полицейские нашли незаконченную рукопись его автобиографии, которую впоследствии передали его детям. В 1896 году вышла книга «Жизнеописание Джона Уэсли Хардина, написанное им самим».
Через восемь месяцев — 5 апреля 1896 года Селман был убит полицейским маршалом США Джорджем Скарборо. В ходе игры в карты они поссорились и вышли на улицу для дуэли, в которой Селман был убит. Скарборо в свою очередь умер от ран полученных в перестрелке с двумя грабителями ровно через четыре года — 5 апреля 1900.

## В культуре
- В кинокомедии «Мэверик» есть отсылка к Джону Хардину. В одном из эпизодов фильма один из игроков в покер за карточным столом говорит что он «стрелок», и представляется как «Джонни Хардин». Проигрывая банк, требует вернуть ему проигранные фишки, мотивируя это тем, что партия не должна считаться, так как он профессиональный стрелок и отвлёкся от игры.
- У Боба Дилана именем Джона Уэсли Хардина назван альбом 1967 года и песня, открывающая этот альбом.
- В книге Ларри Макмертри "Дорога на Ларедо" появляется Джон Уэсли Хардин, как один из персонажей книги.
- В игре Call of Juarez:Gunslinger